# مسجد محمد كريم
مسجد مُحمد كُريم، هو أحد أقدم وأشهر مساجد الإسكندرية في مصر، قام بتصميمه المهندس الإيطالي ماريو روسي قرب قصر رأس التين ليصبح ثالث المساجد التي صممها في الإسكندرية بعد مسجدي القائد إبراهيم والمرسي أبي العباس. يتميز المسجد بقبته المنشئة على هيئة زهرة تحيط بدائرة أشبه بقرص الشمس، وكذلك مأذنته المرتفعة التي صمم رأسها على شكل مظله خشبية «جوسق»، وفوقها وضع قبة صغيرة على شكل عمامة.